# Argonauta cornuta
Argonauta cornuta е вид главоного от семейство Argonautidae.

## Разпространение и местообитание
Видът е разпространен в Гватемала, Еквадор, Колумбия, Коста Рика, Мексико, Никарагуа, Панама, Перу, Салвадор и Хондурас.
Среща се на дълбочина около 91 m.